# Rune Holta
Rune Holta (født 29. august 1973 i Stavanger) er en norskfødt polsk speedwaykører, der i flere år har tilhørt verdenseliten og har tre VM-titler for hold med Polen. Han har også vundet det polske mesterskab to gange.
Holta er født og opvokset i Norge, men fik i 2002 polsk statsborgerskab. I 2007 var Holta sammen med sin medkører Tomasz Gollob i et lille fly, der styrtede ned på en tur i Polen. Alle ombordværende overlevede, og Holta slap med knubs og skrammer.

## Resultater

### Individuel VM-serie
| År   | Plads | Point | Bedste resultat | Noter                             |
| ---- | ----- | ----- | --------------- | --------------------------------- |
| 2000 | 26    | 8     | 9. plads        | 1 wild card-deltagelse            |
| 2001 | 14    | 41    | 5. plads        |                                   |
| 2002 | 11    | 80    | 4. plads        |                                   |
| 2003 | 8     | 98    | 4. plads        |                                   |
| 2004 | 14    | 60    | 4. plads        |                                   |
| 2005 | 20    | 6     |                 | 1 wild card-deltagelse            |
| 2006 | -     | -     | -               | Deltog ikke                       |
| 2007 | 7     | 91    | 3. plads        |                                   |
| 2008 | 8     | 80    | 1. plads        | Vandt det svenske grandprix       |
| 2009 | 7     | 99    | 2. plads        |                                   |
| 2007 | 4     | 109   | 1. plads        | Vandt det skandinaviske grandprix |

### Holdresultater
Rune Holta har været en del af det polske speedwaylandshold i mange år, og han var med på holdene, der vandt VM-holdtitlen i 2005, 2007 og 2010 samt fik sølvmedalje i 2008.
På klubplan har han stillet op for hold i Norge (indtil sit statsborgerskift i 2002), Polen, Danmark og Sverige. Han har blandt andet kørt for Włókniarz Częstochowa i flere omgange, Outrup Speedwayklub (1997-2002) og Vetlanda Speedway (2003-2008).
Han blev polsk mester med Częstochowa i 2003, dansk mester med Outrup i 8 1999 og 2001 samt svensk mester 1998, 1999, 2004 og 2006.
 Der er for få eller ingen kildehenvisninger i denne artikel, hvilket er et problem. Du kan hjælpe ved at angive troværdige kilder til de påstande, som fremføres i artiklen.